# لاله برگ‌باریک
لالهٔ برگ‌باریک یا لالهٔ گلستانی (نام علمی: 'Tulipa linifolia') نام یکی از گونه‌های سردهٔ لاله است. خاستگاه اصلی این گیاه در شمال ایران و افغانستان است. بین ۱۵–۱۰ سانتیمتر ارتفاع دارد. رنگ برگ آن سبز مایل به خاکستری است. از انواع دیرگل دهندهٔ بهار است. رنگ گلبرگ آن به رنگ‌های قرمز درخشان، کرم، زرد، زرد مایل به نارنجی و صورتی است.